# HNoMS Thor (1872)
59°03′14″ пн. ш. 10°30′40″ сх. д. / 59.0537667° пн. ш. 10.5110667° сх. д.
«Тур» був монітором, виготовленим для Королівського флоту Норвегії в 1871 році. Названий на честь бога грому і блискавки зі скандинавської міфології Тора.

## Конструкція
Корабель вважали вдосконаленням типу «Скорпіун» з важчою бронею та ширшим корпусом.

### Озброєння

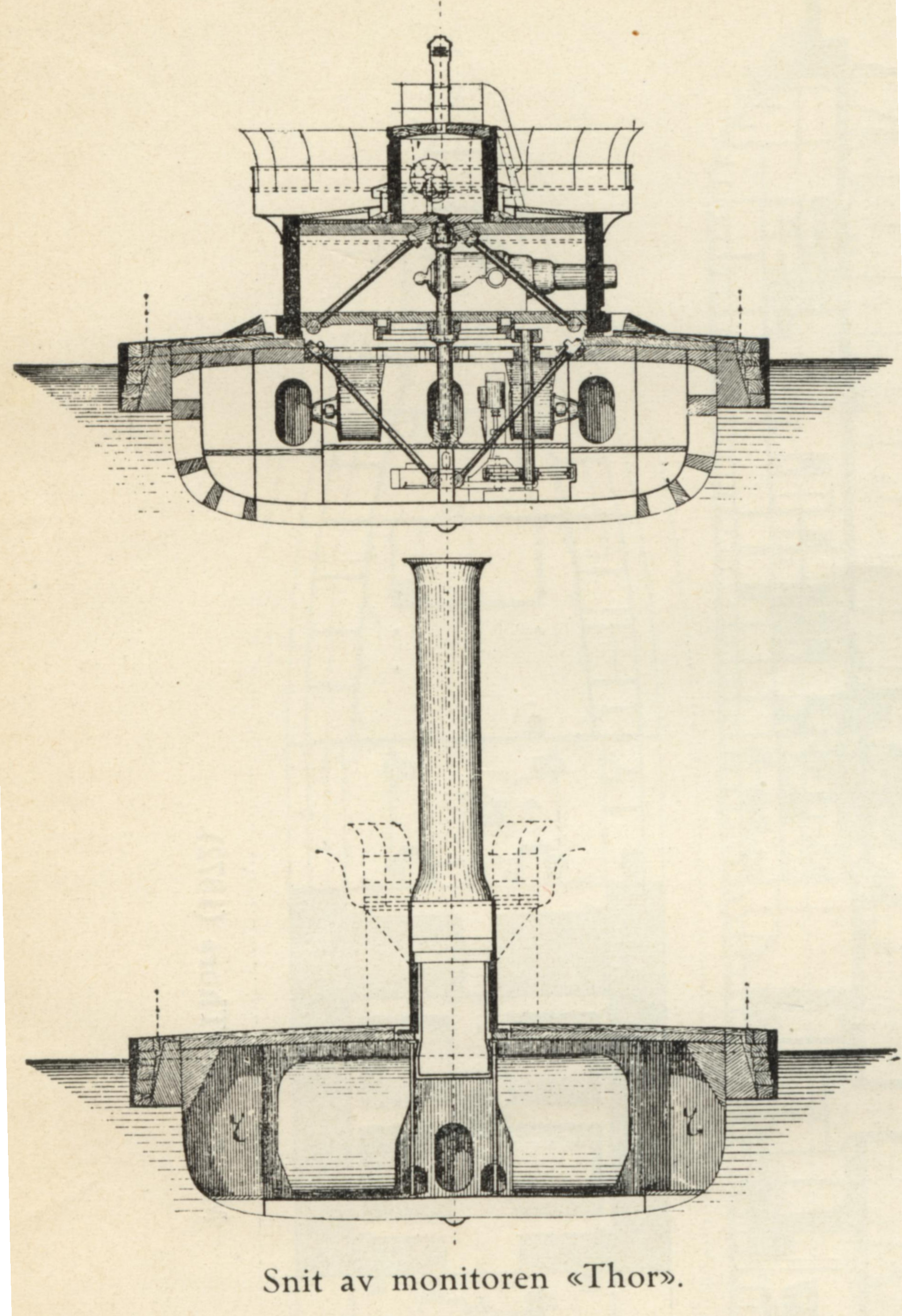
Схема монітора «Тур» (вид з носа та корми).

«Тур» був озброєний двома важкими нарізними дульнозарядними гарматами у обертовій башті. Допоміжне озброєння корабля становила гармата середнього калібру та дві мітральєзи.

### Бронювання
Його броньовий пояс мав 176 мм залізної броні на 941 мм дерев'яної підкладки, а башта — 363 мм.

## Служба
Минула без значних подій.
1897 на кораблі замінили артилерію на сучасні зразки, встановивши дві 120 мм гармати, дві 65 мм гармати та дві 37 мм револьверні гармати.
Перші два норвезькі монітори списали 1907 року, втім через початок Першої світової війни останній представник типу «Скорпіун» «Трюдван» та «Тур» затрималися у складі флоту. Їх списали одразу після завершення бойових дій.

### Катастрофа
Після виведення з експлуатації «Тур» призначався для утилізації. 7 березня 1919 року під час буксирування на місце розбору корабель потрапив у шторм, у результаті якого обірвався буксирний трос, і «Тур» застряг на острові біля Верденс-Ен у Вестфоллі. В результаті аварії загинули двоє членів екіпажу. Пізніше «Тур» затонув на мілководді. Під час рятувальної операції були підняті частини корабля, але уламки залишилися в основному недоторканими і зараз знаходяться на глибині від 8 до 14 метрів на південний захід від Верденс-Ен.
Корпус «Тура» є одним із трьох морських моніторів у світі, до яких ще можна дістатися. Іншими є сам «Монітор», який лежить приблизно на глибині 60 метрів приблизно в 42 кілометрах на південний схід від мису Гаттерас, Північна Кароліна, а також — «Серберес», на глибині 5 метрів у Вікторії, Австралія.

## Відомий член екіпажу
Йохан Оскар Сміт, засновник Християнської церкви Брунстад, служив офіцером-артилеристом на «Турі» в 1898 році. Саме під час нічної вахти на кораблі відбулося його навернення на новий шлях.
1. ↑  Scheen, Rolf (1956). Den norske marine 1865-1950 (норвезька) . Dreyer. с. 8—9.
2. ↑  Skipsbygging på Horten i 150 år (норвезькою) . Marinens Hovedverft. 1968. с. 104.
3. ↑  Monitoren «Thor» sunket:Nasjonalbiblioteket. www.nb.no (норвезькою) . 8 березня 1919. с. 2. Процитовано 11 квітня 2023.
4. ↑  Smiths, Johan O. etterlatte brev[død lenke] (норвезькою) . Skjulte Skatters Forlag. с. 200. ISBN 82-91305-81-1.